# Honda MTX 125 R
Die MTX 125 R (interne Bezeichnung JD01) war eine Enduro des japanischen Motorradherstellers Honda.

## Modellgeschichte und Hintergrund
Das Motorrad wurde überwiegend für den europäischen Markt konzipiert. Das Motorrad war nach dem Baukastenprinzip aufgebaut. So teilten sie sich etwa mit der Honda MTX 200 R den Doppelschleifenrahmen aus Stahlrohr und andere Bauteile wie etwa den Tacho. Im Zubehörmarkt etablierte sich schnell diverses Sonderzubehör – auch solches zur Leistungssteigerung – was allerdings in den meisten Fällen nicht konform zur Straßenzulassung war. Technisch war sie mit ihrem Zentralfederbein hinten innovativ. Dem standen die konventionellen Trommelbremsen entgegen, die jedoch dem Einsatz im Gelände entgegen kamen.